# Dwergmispel
Dwergmispel (Cotoneaster) is een geslacht uit de rozenfamilie (Rosaceae). Het omvat ongeveer negentig soorten.
Het natuurlijke verspreidingsgebied is het Palearctisch gebied (gematigde streken van Azië, Europa, Noord-Afrika), met als belangrijkste gebied de Himalaya en Zuidwest-China.
Alle plantendelen, maar vooral de vruchten zijn iets giftig.

## Beschrijving
Cotoneaster-soorten vormen meestal struiken, maar sommige soorten kunnen ook uitgroeien tot bomen. Er zijn soorten die groenblijvend zijn. De groeiwijze varieert van vlak bodembedekkend tot 15 m hoge bomen. De takken hebben geen doornen, dit in tegenstelling tot Pyracantha-soorten. De afwisselend staande bladeren zijn enkelvoudig en hebben een korte bladsteel. De bladrand is glad. De steunblaadjes zijn klein.
De bloemen staan soms alleen of met enkelen bij elkaar, maar meestal zitten ze in een scherm. De tweeslachtige bloemen zijn radiaalsymmetrisch en vijftallig. De vijf korte kelkbladen zijn ook op de vrucht nog goed zichtbaar. De vijf kroonbladen zijn wit, crême, roze tot lichtviolet of rood. Er zijn tien tot twintig (soms 22) meeldraden aanwezig. De bloem heeft twee tot vijf onderstandige tot halfonderstandige vruchtbeginsels. Elk vruchtbeginsel vormt één zaadje.
De 5-12 mm grote, appelvormige vrucht is rood tot bruinrood of oranje tot zwart.

## Gebruik
Enkele soorten worden als sierplant of als bodembedekker gebruikt. Ook in plantsoenen en als straatbeplanting worden dwergmispels gebruikt.

## Enkele soorten
- C. acuminatus – inheems in de Himalaya
- C. bullatus (Grote boogcotoneaster) - sierplant, maar komt ook verwilderd voor
- C. dammeri - beschreven door Udo Dammer – lijkt veel op C. horizontalis, maar ligt plat op de grond en heeft langwerpige of elliptische bladeren
- C. divaricatus
- C. franchetii
- C. horizontalis (Vlakke dwergmispel) – een bodembedekker die weinig eisen aan de grond stelt. De twijgen zitten visgraatvormig aan de tak. De kleine bladeren hebben een ronde vorm. De plant is deels wintergroen. Het is een neophyt.
- C. integerrimus (Wilde dwergmispel) – inheems in Midden-Europa
- C. kullensis - endemisch voor Zuid-Zweden
- C. microphyllus
- C. multiflorus
- C. praecox
- C. rehderi (Rimpelige mispel) - sierplant, maar komt ook verwilderd voor
- C. salicifolius (Wilgbladige mispel) - sierplant, maar komt ook verwilderd voor
- C. sternianus (Witte boogcotoneaster) - sierplant, maar komt ook verwilderd voor
- C. tomentosus – inheems in Midden-Europa

## Bacterievuur
Dwergmispels zijn erg vatbaar voor bacterievuur. Sinds 2002 is de invoer van dwergmispels in Zwitserland verboden.